# Einar Packness
Einar Packness, född 9 januari 1879, död 6 juni 1952, var en dansk arkitekt.
Packness utförde offentliga och enskilda byggnader i Aalborg, Hobro och andra landsortsstäder, Mylunds kyrka, restaurerade Dronninglund Hovedgård med flera uppdrag.

## Utmärkelser
- Riddare av Dannebrogorden,  1932[4]
- Eckersbergmedaljen,  1933[4]

[Redigera Wikidata]